# Loomio
Loomio est un logiciel libre axé sur la prise de décision au sein de collectifs. Il constitue plus particulièrement une application web qui met en œuvre un réseau social permettant à tout groupe ou organisation, quelle que soit sa taille ou sa forme, de collaborer pour aboutir à des décisions communes prenant en compte les points de vue des différentes parties. Ce fonctionnement représente une tentative de transposition dans le monde numérique de plusieurs principes de gouvernance égalitaire, typique des Civic-Tech.

## Histoire
Loomio a émergé en 2012 du mouvement dit Occupy movement et a été développé dans une entreprise sociale néo-zélandaise. Il a bénéficié d'une campagne internationale de crowfunding en 2014.
La société emploie actuellement 11 personnes. L'entreprise rapporte qu'en 2016, 40% de l'usage du logiciel provient d'Espagne, ce que le fondateur interprète comme un intérêt particulier de ce pays pour les décisions participatives.

## Fonctionnalités
L'outil permet notamment :
- de créer un groupe (ouvert, privé ou fermé) et des sous-groupes ;
- de rejoindre un groupe ouvert ou demander à intégrer un groupe privé ;
- d'inviter des personnes à rejoindre votre groupe ;
- de créer des discussions au sein d'un groupe ;
- de soumettre à la décision une proposition issue de la discussion ;
- d'adopter un mode de prise de décision qui peut être le vote majoritaire, le vote préférentiel, l' advice process[11], dans le sens popularisé par Frédéric Laloux [12] sur la base de ce que préconise Dennis Bakke[13] ou la décision par consentement, telle que développée par Gerard Endenburg et utilisée en sociocratie et en holacratie.
- de modifier son vote au fil des échanges (jusqu’à la date de fin de la proposition) ;
- de poursuivre les échanges et les votes en parallèle.

Autres fonctionnalités :
- les échanges sont conservés, indexés et consultables ;
- les textes peuvent être mis en page avec la syntaxe Markdown ;
- réponse directe possible pour chaque message (pour ne pas perdre le fil) ;
- mentionner une personne pour qu’elle soit notifiée ;
- notifications par courrier électronique ;
- ergonomie agréable (de type réseau social) ;
- personnalisations et paramétrage des groupes, des sous-groupes, des discussions et des comptes utilisateurs.

## Financements
Le projet est financé par la participation des utilisateurs et le logiciel est à présent vendu.

## Exemples
Projets éminents qui utilisent Loomio pour un travail collaboratif basé sur un processus démocratique :
- Diaspora*[14]
- Démocratie Réelle[15]
- Parlement Direct
- Podemos[10]
- Le Collectif des Gilets Citoyens[16],[17]

## Notes et références

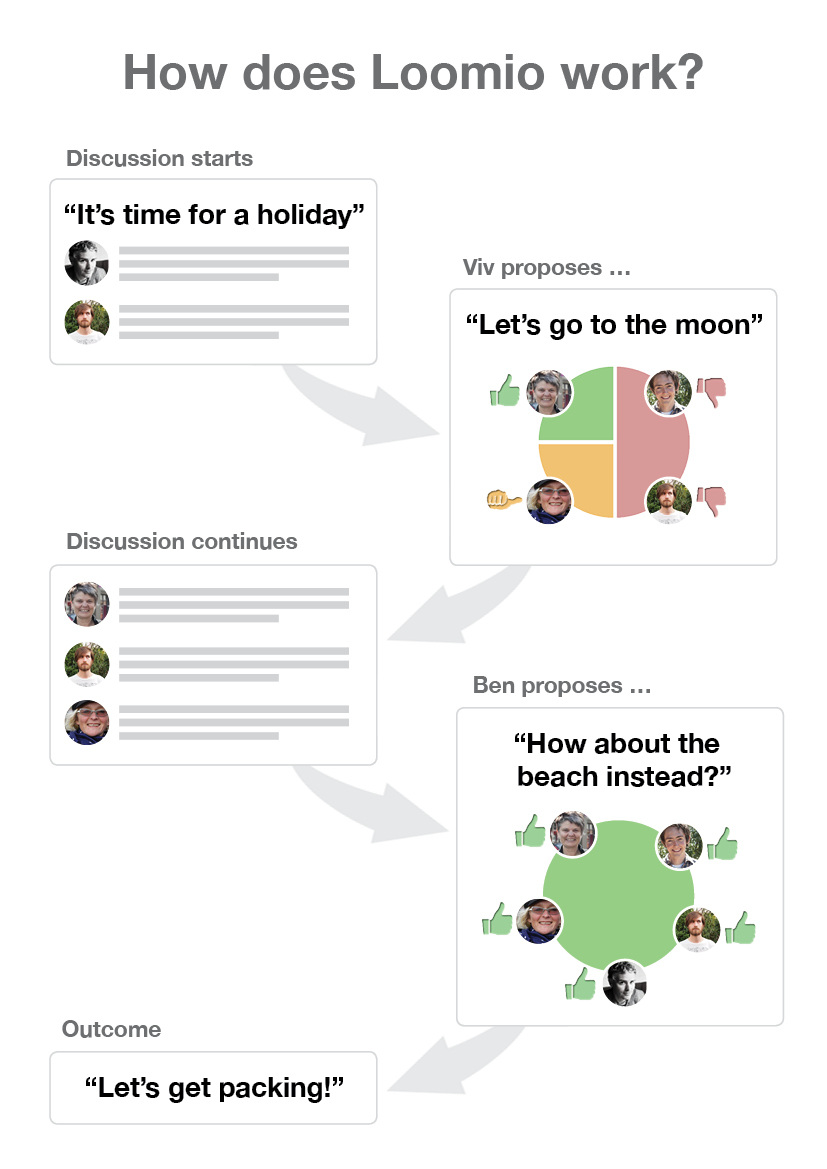
Consensus